# Ilkka Suominen
Ilkka Olavi Suominen (ur. 8 kwietnia 1939 w Nakkili, zm. 23 maja 2022 w Helsinkach) – fiński polityk, były poseł do Eduskunty i jej dwukrotny przewodniczący, a także minister, zaś od 1999 do 2004 deputowany do Parlamentu Europejskiego.

## Życiorys
Z wykształcenia magister nauk politycznych, studiował na Uniwersytecie Helsińskim. Działał w młodzieżowych organizacjach centroprawicy (m.in. jako przewodniczący młodzieżówki), a następnie w Partii Koalicji Narodowej. W latach 1979–1991 stał na czele tego ugrupowania. W okresie 1970–1975 i 1983–1994 był deputowanym do Eduskunty. Dwukrotnie (1987 i 1991–1994) zajmował stanowisko przewodniczącego fińskiego parlamentu. Pomiędzy tymi okresami (1987–1991) sprawował urząd ministra handlu i przemysłu w rządzie, na czele którego stał Harri Holkeri. Był w tym gabinecie także ministrem w resorcie spraw zagranicznych. Z działalności politycznej zrezygnował w 1994, został wówczas dyrektorem zarządzającym Alko, państwowego monopolisty zajmującego się sprzedażą napojów alkoholowych.
W 1999 został deputowanym do Parlamentu Europejskiego V kadencji. Należał do frakcji EPP-ED (jako jej wiceprzewodniczący). Brał udział w pracach Komisji Spraw Zagranicznych, Praw Człowieka, Wspólnego Bezpieczeństwa i Polityki Obronnej oraz delegacji ds. współpracy Unii Europejskiej z Estonią. W PE zasiadał do 2004.